# میرزا احمد داواشی
میرزا احمد داواشی (به کردی: میرزا ئه‌حمه‌دی داواشی) (۱۲۸۴ در روانسر - ۱۲ ذی القعده ۱۳۵۹ در کرمانشاه) شاعر کُرد اهل روانسر بود.

## زندگی‌نامه
میرزا احمد محمدی فرزند داواشی محمد فرزند مراد، به سال ۱۳۱۸ ه.ق در یکی از روستاهای شهرستان روانسر به دنیا آمد. او تحصیلاتش را نزد محمدحسن جوانرودی در روستای تم‌تم روانسر شروع کرده و بعدها هم تا سن ۱۹ سالگی کم و بیش درس خوانده و پس از آن دستیار و مددکار پدرش بود و بعد از درگذشت پدر، برای مدتی در سلک ملازمان عباس‌خان اردلان (سردار رشید) درآمد. میرزا احمد انسانی خوش محاوره، دارای ذوق شعری، مسلط بر بدیهه‌گویی و برخوردار از حافظۀ بسیار خوبی بوده و به سلسلۀ قادریه ارادت داشته‌است. اشعار زیادی به زبان کُردی از او باقی است که مجموعه‌ای قالب‌های مختلف مانند غزل، قصیده، داستان، مراثی و غیره را شامل می‌شود.
میرزا احمد به دلیل هوش و استعدادش در سال ۱۳۲۰ هجری شمسی به مدت ۲۰ سال، از جانب غلامعلی خان اردلان به مسئولیت امور زراعی برخی روستاها و قسمت‌های زیادی از روانسر منسوب می‌شود. از او به عنوان فردی یاد شده که در اوج قدرت حامی تنگدستان و مظلومان بوده‌است. وی در هر کدام از روستاهای بابا عزیز، تم‌تم، قلانجه، مسکین‌آباد و صادق‌آباد سال‌هایی از زندگی خود را گذرانده است. در نهایت در روستای کانی‌خضران تا زمان فوتش ماندگار شده و به کشاورزی و باغبانی مشغول شده‌است. تمامی اشعارش را از زمان جوانی تا کهنسالی حفظ بود و شاعری فی‌البداهه‌گوی و حاضرجواب بود که با اولین نگاه به هر چیزی، شعری پرمعنا و روان برای آن می‌سرود و همه را به حافظه می‌سپرد. وی بالغ بر ۲۰ هزار بیت شعر به زبان کُردی به گویش‌های هورامی، سورانی (اردلانی(روانسری) و جافی(جوانرودی) دارد.
وی در سوارکاری، تیراندازی و شنا مهارت داشت، اندامی درشت و ورزیده داشت. در جوانمردی و خوش صدایی بسیار معروف بود و به تمام مقام‌های موسیقی کُردی آشنایی داشت.

## حضور در مجلس ادبی شعر کرمانشاه
حدود سال ۱۳۵۰ هجری شمسی در مجلس شعر ادبی شعرای کرمانشاه شرکت نمود و تنها شاعری بود که در زمان حیات خود مجلس بزرگداشت برایش ترتیب داده بودند. پیوند و علاقۀ شاعران منطقه کرمانشاه به میرزااحمد داواشی ، علاوه بر توانایی‌های بالای هنری ایشان و روابط عاطفی و روحی که حاصل ارتباط نام‌برده با شاعران منطقه است ، دلیل دیگری نیز دارد و آن این است که شاعران منطقه کرمانشاهان عموماً در آفرینش آثار ادبی خود از اسلوب شعری مکتب گورانی (هورامی) استفاده می‌کرده‌اند و میرزا احمد داواشی در آن زمان یکی از شاعران چیره‌دست بود که آثارش به‌طور عمیقی از اصول مکتب گورانی پیروی می‌کرد.

## مراوده با چهره‌های سرشناس
میرزا احمد هم‌نشینی با عالمان و ادیبان را بسیار دوست داشت و همواره با علمای دوران خود چون محمد زاهد ضیایی پاوه، محمدسعید نقشبندی، سید محمدطاهر هاشمی، محی‌الدین صالحی و محمد علی سلطانی که غالب دیوان میرزا احمد به خط شاعر و نیز نواری با صدای وی در کتابخانۀ او نگهداری می‌شود ارتباط داشت. این افراد بعد از فوت میرزا احمد، هرکدام مرثیه‌هایی را در فراق وی سروده‌اند که در دیوان اشعارش موجود است.

## درگذشت
میرزا احمد داواشی در روز دوشنبه ۱۲ ذی القعده ۱۳۵۹ هجری شمسی در حالی که برای تشخیص و درمان بیماریش به تهران برده می‌شد، در سن ۷۹ سالگی درگذشت و بنا به وصیت خودش در جوار آرامگاه ویس نازار در جاده کرمانشاه -روانسر به خاک سپرده شد.